# Hemidactylus lemurinus
Hemidactylus lemurinus är en ödleart som beskrevs av  Arnold 1980. Hemidactylus lemurinus ingår i släktet Hemidactylus och familjen geckoödlor. IUCN kategoriserar arten globalt som otillräckligt studerad. Inga underarter finns listade i Catalogue of Life.